# Sinarka
Il Sinarka (in russo Синарка?) è un vulcano attivo situato sull'isola di Šiaškotan, nella Grande catena delle Curili (Russia). Appartiene al distretto Severo-Kuril'skij dell'oblast' di Sachalin.
Si tratta di uno stratovulcano complesso con cupola effusiva nel cratere. Ha un'altezza di 934 m e si trova a nord dell'isola, nella parte nord-orientale della penisola Čuprova. Sono note eruzioni nel 1846, 1855, 1872, l'ultima è del 1878 (VEI 4).